# Hisingen Hockey
Hisingen Hockey (även Hisingens IK) är en ishockeyklubb från Hisingen, Göteborg. Klubben har ett A-lag i Hockeytrean samt flera ungdomslag och hockeyskola, med sammanlagt ca 300 medlemmar. Säsongerna 2010/2011 till 2013/2014 hade man ett damlag i division 1. Under 2014 bildades Göteborg HC som Hisingens damlag gick upp i.